# Георгиос Савас
Георгиос Савас (на гръцки: Γεώργιος Σάββας) е гръцки революционер, деец на Гръцката въоръжена пропаганда в Македония от началото на XX век.

## Биография
Георгиос Савас е роден в град Солун, тогава в Османската империя. Присъединява се към гръцката пропаганда в Македония и действа с чета в района на Олимп. В края на 1905 година е помолен от Константинос Мазаракис да се прехвърли в областта Мариово, където гръцката пропаганда търпи поражения. Действа и в областта Мъглен и си сътрудничи с андартските капитани Емануил Кацигарис, Константинос Гарефис и капитан Теодосис.